# Taylor Mountain
Taylor Mountain är ett berg i delstaten Washington i nordvästra USA. Dess högsta punkt är belägen 793 m.ö.h.
Kvarlevorna efter fyra av seriemördaren Ted Bundys offer påträffades på Taylor Mountain.